# Microlaemus palpalis
Microlaemus palpalis is een keversoort uit de familie dwergschorskevers (Laemophloeidae). De wetenschappelijke naam van de soort werd in 1876 als Laemophloeus palpalis gepubliceerd door Charles Owen Waterhouse.